# Mentor (Ohio)
Pour les articles homonymes, voir Mentor.
Mentor est une ville de l’État de l'Ohio, aux États-Unis. La commune compte 50 278 habitants en l’an 2000. C’est la plus grande ville du comté.

## Source
- (en) Cet article est partiellement ou en totalité issu de l’article de Wikipédia en anglais intitulé « Mentor, Ohio » (voir la liste des auteurs).